# Джакарта Оупън
Джакарта Оупън (на английски: Jakarta Open) е професионален турнир по тенис, провеждан във Джакарта, Индонезия.

## История
Джакарта Оупън е професионален турнир по тенис за мъже, част е от Световните серии на ATP тур в периода 1993-1996 г. Играе се на открити твърди кортове.

## Финали
| Година    | Шампион        | Финалист       | Резултат            |
| --------- | -------------- | -------------- | ------------------- |
| 1996      | Шенг Схалкен   | Юнес Ел Айнауи | 6 – 3, 6 – 2        |
| 1995      | Паул Хархюис   | Радомир Вашек  | 7 – 5, 7 – 5        |
| 1994      | Майкъл Ченг    | Давид Рикл     | 6 – 3, 6 – 3        |
| 1993      | Майкъл Ченг    | Карл-Уве Щеб   | 2 – 6, 6 – 2, 6 – 1 |
| 1975-1992 | Не се провежда | Не се провежда | Не се провежда      |
| 1974      | Они Парун      | Ким Уоруик     | 6 – 3, 3 – 6, 6 – 4 |
| 1973      | Джон Нюкъмб    | Рос Кейс       | 7 – 6, 7 – 6, 6 – 3 |